# Barahonaïta-(Fe)
La barahonaïta-(Fe) és un mineral de la classe dels fosfats. Rep el nom per Antonio Barahona (1937-), col·leccionista de minerals i micromounts espanyol, qui primer va fer notar que aquest material podria ser un nou mineral.

## Característiques
La barahonaïta-(Fe) és un fosfat de fórmula química (Ca,Cu,Na,Fe3+,Al)₁₂Fe₂3+(AsO₄)₈(OH,Cl)x·nH₂O. Va ser aprovada com a espècie vàlida per l'Associació Mineralògica Internacional l'any 2006. Cristal·litza en el sistema monoclínic. És l'anàleg amb ferro de la barahonaïta-(Al).
Segons la classificació de Nickel-Strunz, la barahonaïta-(Fe) pertany a «08.CH: Fosfats sense anions addicionals, amb H₂O, amb cations de mida mitjana i gran, RO₄:H₂O < 1:1» juntament amb els següents minerals: walentaïta, anapaïta, picrofarmacolita, dittmarita, niahita, francoanellita, taranakita, schertelita, hannayita, struvita, struvita-(K), hazenita, rimkorolgita, bakhchisaraitsevita, fahleïta, smolyaninovita i barahonaïta-(Al).

## Formació i jaciments
Va ser descoberta a la concessió La Reconquistada, propera a la mina Dolores, a la localitat de Pastrana, dins la Regió de Múrcia, Espanya. La localitat tipus d'aquest mineral és l'únic indret de tot el planeta on ha estat descrita aquesta espècie.